# Charles Torrey Simpson
Charles Torrey Simpson  (Tiskilwa, condado de Bureau (Illinois), 3 de junho de 1846 — Lemon City (Flórida), 17 de dezembro de 1932), foi um botânico e malacologista norte-americano.